# Rippersroda
Rippersroda ist ein Ortsteil der Stadt Plaue im Ilm-Kreis (Thüringen) mit etwa 130 Einwohnern.

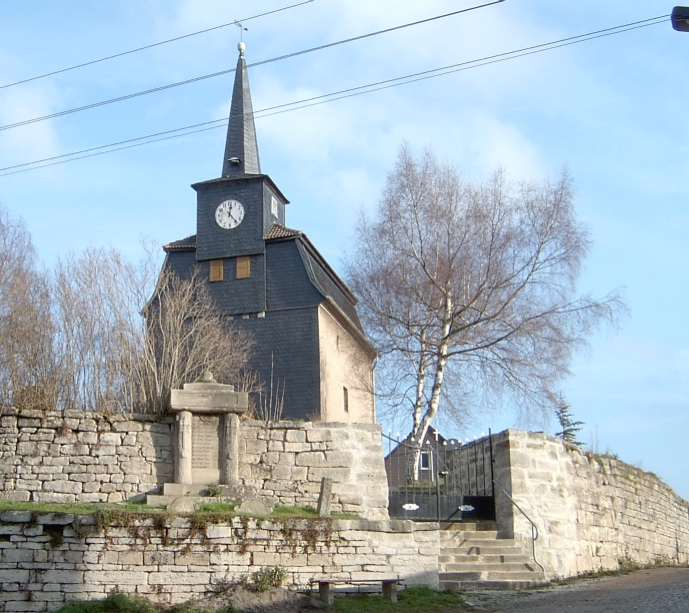
Die Kirche des Ortes

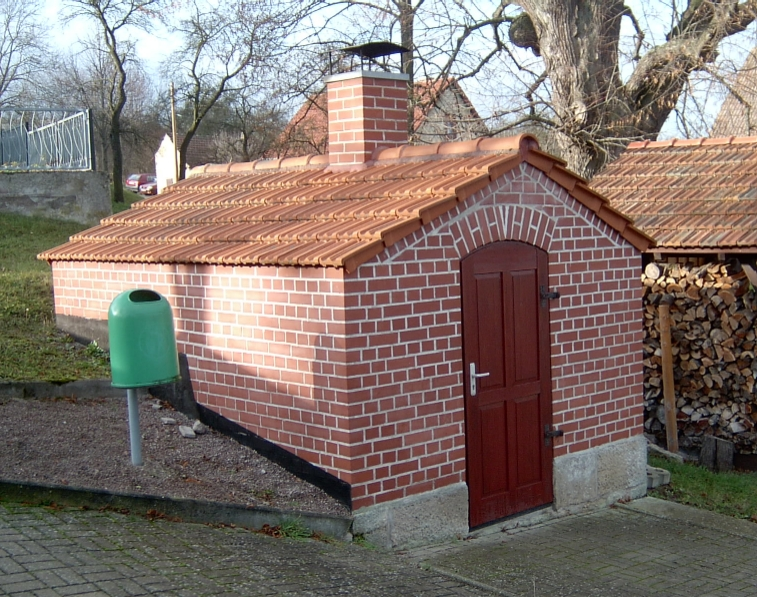
In diesem Backhaus wurde regelmäßig Brot gebacken.

## Geografie
Rippersroda liegt auf einer Hochfläche zwischen den Tälern von Zahmer Gera im Osten und Wilder Gera im Westen. Der Ort liegt in etwa 400 Metern Höhe. Südlich erhebt sich der 506 Meter hohe Gräfenrodaer Berg.

## Geschichte
Der Ort wurde 856 erstmals urkundlich erwähnt. Der Name des Ortes lässt sich, wie alle Orte, die auf -roda enden, auf eine Rodung zurückführen, die hier von einem Mann namens Ruprecht durchgeführt worden sein könnte. Eine Kirche wurde im 17. Jahrhundert unter Einbeziehung eines Vorgängerbaus errichtet. Über die Jahrhunderte waren Landwirtschaft und Waldarbeit die Hauptbeschäftigung der Einwohner. Daneben wurde in der Nähe des Ortes die helle Tonart Walkerde abgebaut, die vor allem von Gerbern genutzt wurde.
Rippersroda gehörte zum Bezirk der Burg Liebenstein und ab Mitte des 19. Jahrhunderts zum Amt Ohrdruf im Herzogtum Sachsen-Coburg und Gotha. Am 1. August 1975 wurde Rippersroda in die Gemeinde Neusiß eingegliedert. Am 1. Januar 1991 wurde sie in die Stadt Plaue umgegliedert.
Am Ortsausgang in Richtung Angelroda findet man ein altes Backhäuschen, das vor wenigen Jahren saniert wurde. Vor einigen Jahrzehnten diente es den Frauen des Ortes noch als gemeinschaftlicher Backofen. Heute wird dies nur noch im Rahmen von Festlichkeiten gezeigt.

## Wirtschaft und Verkehr
Rippersroda ist ein landwirtschaftlich geprägter Ort. Neben einem Landwirtschaftsbetrieb gibt es noch ein Pferdegestüt, in dem Kinder und Erwachsene reiten lernen können bzw. Reitferien organisiert werden.  Ein geplantes Kinderferienlager am Ortseingang wurde durch die Wende nicht fertiggestellt. Die Rohbauten sind noch als Bauruine vorhanden.
Die einzige Straße aus dem Ort führt nach Plaue.